# A sakk története

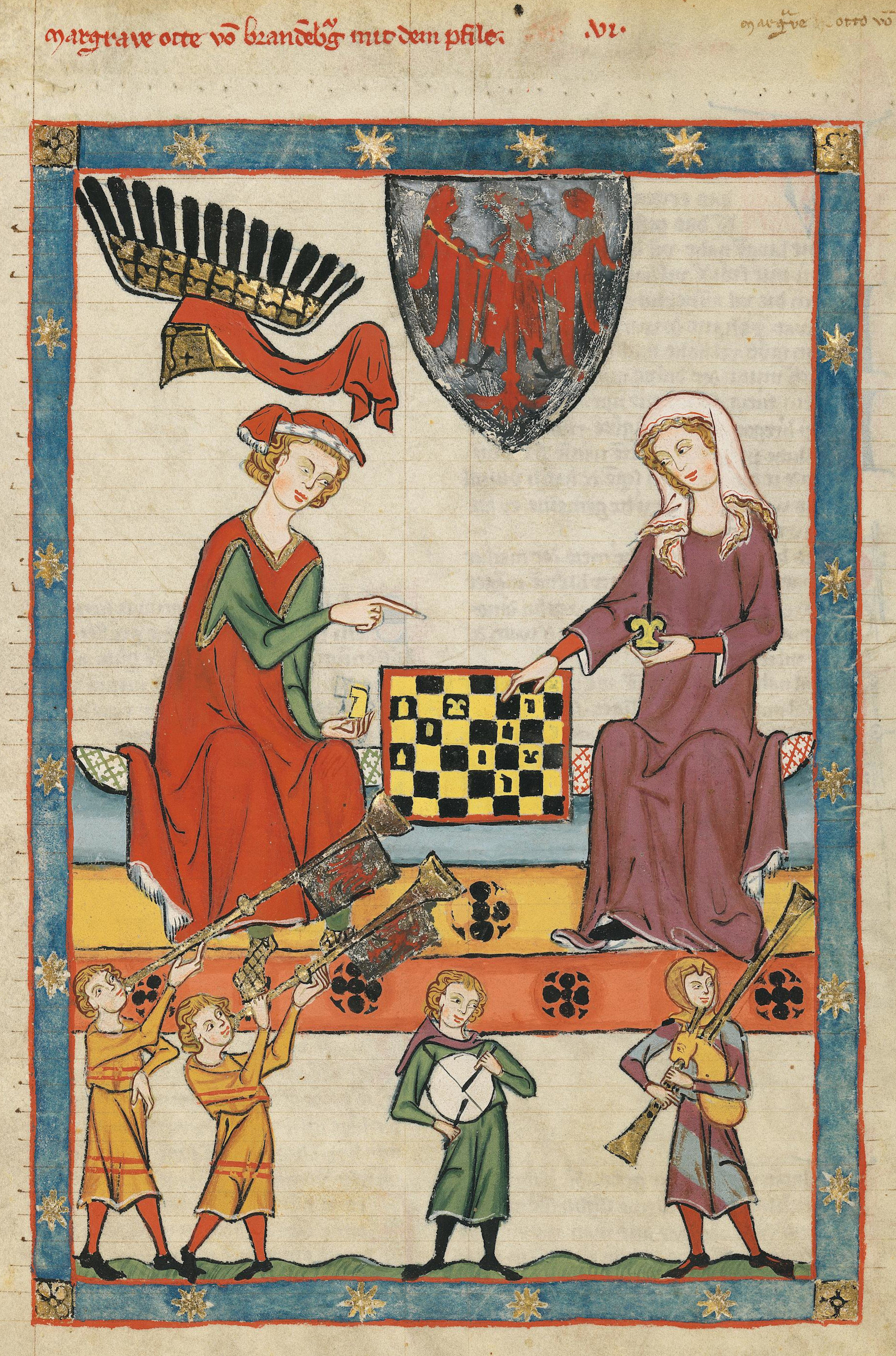
IV. Ottó brandenburgi választófejedelem, illusztráció a Manesse-kódexből

A sakk története a legendák világába nyúlik vissza. Egy ismert mese szerint egy brahmin találta ki a sakkot. Jutalmul a rádzsától első hallásra jelentéktelennek tűnő fizetséget kért, mindössze annyi búzaszemet, amennyi a sakktábla kockáira a következő szabály szerint képletesen rátehető: az első kockára egy, a másodikra kettő, a harmadikra négy, vagyis az előzőnek mindig duplája. Hamar kiderült, hogy ennyi búza nem terem a Földön, sőt az emberiség egész történelme alatt nem termelt ennyit.
Az első ismert sakkváltozat valószínűleg Indiában alakult ki. A csaturanga (chaturanga) a modern sakkhoz képest leegyszerűsített volt. Ugyanakkora táblán játszották, ugyanazokkal a figurákkal, de a bábok mozgatása néhány szabályban eltért, és kevesebb mozgásteret adott.
Európába a sakk arab közvetítéssel jutott, és közben olyan változtatásokat alkalmaztak, ami elvezetett a mai modern sakkig. Európában olyan játékokat szorított ki, mint a viking sakk. A másik irányba a fejlődési útvonal kevésbé követhető. A legvalószínűbb elképzelés szerint Indiából Kínába, majd Japánba vitték át a játékot, és közben jóval nagyobb változásokat szenvedett, mint a nyugat felé tartó útja során. A kínai sakk táblamérete is más, a bábuk is különböznek, és a lépésekben is más szabályok vannak. A japán sakk pedig olyan, a játék jellegét alapvetően felforgató elemeket tartalmaz, mint a levett bábuk visszatétele.
Egy kevésbé elfogadott hipotézis szerint esetleg a kínai volt az eredeti változat.A sakkot akkor is megnyerheti a játékos ha a soron következö játékos nem tud lépni.

## Eredete (1000–1850)

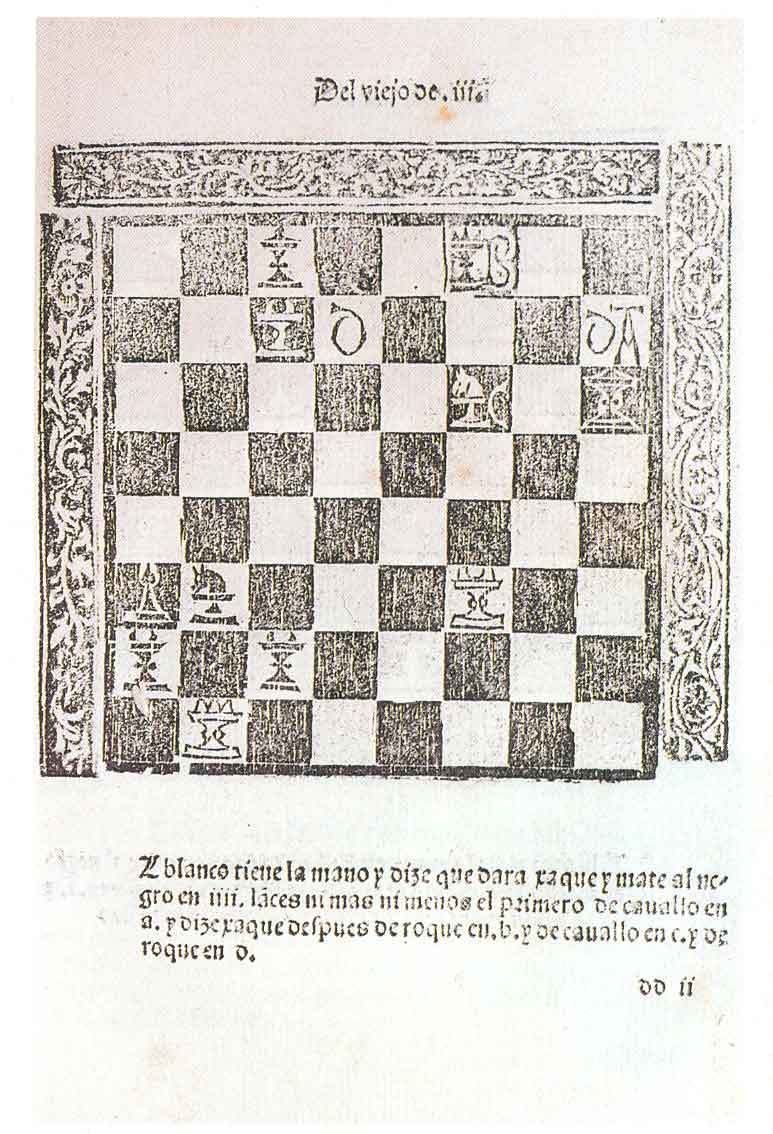
Taktikai állás Lucena könyvében, 1497

Európában legkésőbb Britanniába került a játék. Ide a normannok hozták el, miután 1066-ban elfoglalták a szigetet. A játék eleinte lassan fejlődött; sokáig tartott feltérképezése, struktúrájának kiismerése. Ennek első mérföldköve a játék algebrai lejegyzése volt, amire a bizonyítékot egy 1173-ban írt francia kézirat őrizte meg. 1283-ban jelent meg az első (európai) sakk-könyv, A játékok könyve (Libro de los juegos), amit Bölcs Alfonz íratott le. Ebben csak néhány fejezetben tárgyalnak a játékról. Az első olyan könyv, amely kizárólag a sakkról szólt, a göttingeni kézirat volt 1471-ben.
A 15. század elején sokat változott a játék; egyebek közt megváltozott a bábuk lépésének többsége. 1490-ben alkalmazták először a menet közbeni ütés (en passant) szabályát (bár 1880-ig kellett várni, mire az összes ország elfogadta). A tudomány fejlődésével 1497-ben jelent meg az első nyomtatott sakk-könyv: a spanyol Lucena műve a megnyitásokról szólt. A játék népszerűsége rohamtempóban nőtt, Itáliában 1550-ben megalakult a világ első sakk-klubja.
Ruy López de Segura 1561-ben kiadta az első teljes sakktankönyvet; ebben felsorolta a megnyitásokat, ismertette a középjátékot és a végjátékot. Elsőként használta a csel kifejezést a (gyalog)áldozatos megnyitásokra. A művében először említett spanyol megnyitást róla nevezték el Ruy Lopeznek. Az első sakkversenyt nem sokkal később, 1575-ben rendezték meg Madridban, a királyi udvarban.
A 18. század közepén az európai sakkélet központja a dél-európai országokból Franciaországba tolódott át. A két legjelentősebb francia mester François-André Danican Philidor és Louis-Charles Mahé de La Bourdonnais volt, akik felfedezték a gyalogok jelentőségét, és megújították a sakk stratégiáját. Ebben az évszázadban, 1758-ban jelent meg az első magyar nyelvű sakk-könyv is, az ismeretlen szerzőtől származó Sách, avagy királyos játéknak szabott rend-tartási.
A sakkélet ekkoriban nagy európai városok kávéházaiban központosult, mint például a Café de la Régence Párizsban, vagy a Simpson's Divan Londonban.
A 19. században rengeteget fejlődött a sakkszervezet: sok sakk-klub alakult, sakk-könyveket, folyóiratokat adtak ki. Voltak levelezős mérkőzések városok között, például 1824-ben a londoni sakk-klub az edinburgh-i sakk-klub ellen játszott.

### A sportág születése (1851–1945)

A halhatatlan sakkjátszma, Anderssen–Kieseritzky, 1851

Az első nemzetközi sakkversenyt 1851-ben Londonban rendezték meg. Ez volt az 1851-es londoni sakktorna, amelyet a német Adolf Anderssen nyert meg. Minden sakkmester és sakkrajongó elismerte tudását, üdvözölték energikus, támadó stílusát. Ekkor játszották az úgynevezett halhatatlan sakkjátszmát. Örökzöld játék vagy Morphy Operájaként is emlegetik. „A sakkművészet legmagasabb csúcsa”, így emlegették kortársai.
Mélyebb betekintést a sakk természetébe két fiatalabb játékos hozott. Az amerikai Paul Morphy, aki rendkívüli sakkcsodagyereknek számított, legyőzte az összes komoly versenytársát (kivéve Howard Stauntont, aki nem volt hajlandó ellene játszani). Morphy sikere abból eredt, hogy ragyogó támadásait lehetővé tevő kombinációs készségét és összehangolt stratégiai elgondolásait ösztönösen tudta alkalmazni. Mestere volt, hogyan kell előkészíteni a támadásokat. A pozíció fontosságának tudományos megközelítését és megértését pedig Steinitz forradalmasította.
Steinitz indított el egy hagyományt: a világ legjobb sakkjátékosa címért többjátszmás mérkőzést játszott a német mester, Johannes Zukertort ellen 1886-ban. Ez tekinthető az első hivatalos sakkvilágbajnoki párosmérkőzésnek. Steinitz a megszerzett világbajnoki címét 1894-ben vesztette el a nála sokkal fiatalabb Emanuel Lasker német matematikus ellen, aki 27 évig őrizte azt. Ez a leghosszabb idő amit valaki sakkvilágbajnokként töltött. Egészen egy csodagyerek, a kubai José Raúl Capablanca (1921–1927 világbajnok) feltűnéséig világbajnok volt. Capablanca szerette az egyszerű pozíciós és a végjátékra kihegyezett játszmákat. Minden eszközzel arra törekedett, hogy véget vessen a német nyelvű sakk dominanciának. Veretlen volt a versenyeken nyolc évig, egészen 1924-ig.
Utódja a sakkvilágbajnoki trónuson az orosz-francia Aljechin volt. Erős támadó játékos hírében állt. 1946-ban bekövetkezett haláláig volt világbajnok. Rövid időre ugyan elvesztette a címet a holland Max Euwe ellen 1935-ben, de két évvel később visszanyerte azt. Ez volt az első sikeres visszatérés a sakkvilágbajnokságok történetében. Ezt megelőzően a korábbi világbajnokoknak nem sikerült visszahódítani a címet.
1927-ben rendezték az első női sakkvilágbajnokságot, a „férfi” mintájára. A címet a cseh-angol mester, Vera Menchik nyerte, és 1944-ben bekövetkezett haláláig viselte a címet, többször is megvédve azt.
Nincs külön férfi sakkvilágbajnokság. Nyílt világbajnokság van, amelyiken nemre, korra, vallásra, bőrszínre és minden egyéb megkülönböztető jegyre való tekintet nélkül bárki elindulhat. Ezzel szemben a női sakkvilágbajnokságon csak nők indulhatnak, de ugyanúgy minden egyéb más megkülönböztető jegyre tekintet nélkül.

### A háború utáni korszak (1945 után)

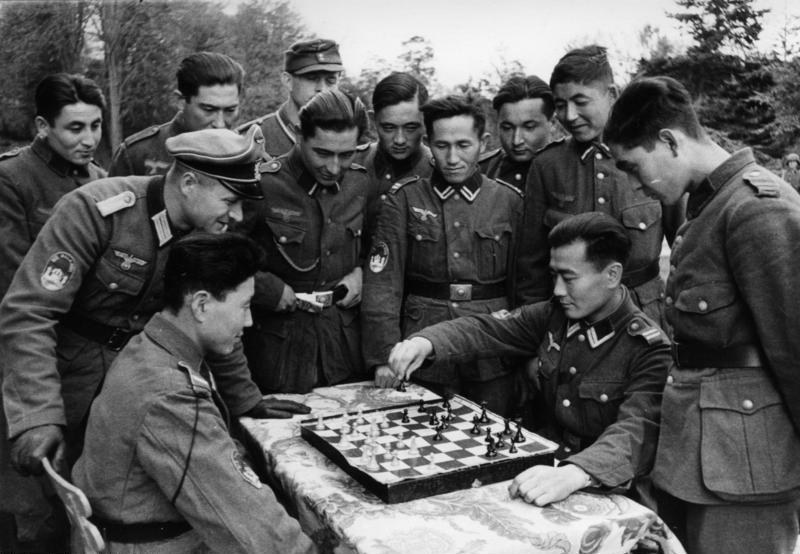
A Wehrmacht Turkesztáni Légiójának önkéntesei sakkoznak, Franciaország, 1943

Aljechin 1946-os halála után kérdéses maradt a világbajnoki cím sorsa, ezért 1947-ben a FIDE kialakította a világbajnoki cím megszerzésének hivatalos rendjét. 1948-ra tűzték ki a következő világbajnokságot, amelyen a meghívottak többfordulós körmérkőzésen mérik össze erejüket, és a legtöbb pontot elérő lesz az új bajnok. A versenyt a szovjet sakkiskola megalapítója és a szovjet sakkhegemónia elindítója, Mihail Botvinnik nyerte. A Szovjetunió felbomlásáig összesen egy nemszovjet bajnok volt, az amerikai Bobby Fischer (1972–75). Botvinnik megreformálta a megnyitás értelmezését. Minden sötéttel játszó játékos arra törekedett, hogy az egy lépés hátrányát ledolgozza, míg ő a kezdeményezésre tette a hangsúlyt. Világbajnoksága alatt ő érte el a történelem legmagasabb historikus Élő-pontszámát, 2885-öt (1945. október). Ennél magasabb historikus pontszámmal rendelkezett Bobby Fischer 1971-ben 2895 ponttal, de ez már a Botvinnik-éra utánra esett. A világ legerősebb játékosai kerültek be a zónaközi versenyekre, és itt kvalifikálhatták magukat a világbajnokjelöltek versenyére, amelynek győztese párosmérkőzést vívhatott a világbajnoki címért a regnáló világbajnokkal. A világbajnoknak egy évvel később joga volt visszavágót kérni. Így történhetett, hogy Botvinnik háromszor is elvesztette a címét, de kétszer vissza tudta nyerni. 1957-ben Vaszilij Szmiszlov ellen vesztett, de 1958-ban megnyerte a visszavágót. 1960-ban ismét elveszítette a világbajnoki mérkőzést a 23 éves lett csodagyerek Mihail Tallal szemben, aki egy rutinos és taktikus támadó játékos volt, de az 1961-es visszavágón Botvinnik ismét visszaszerezte a címet.
1961-ben a FIDE eltörölte a világbajnok visszavágási lehetőségének automatikus jogát. Botvinnik legyőzésével a következő bajnok az örmény Tigran Petroszján a védelem zsenije és emellett erős pozíciós játékos volt. A címet két cikluson keresztül tudhatta a magáénak (1963–1969). Utódja, az orosz Borisz Szpasszkij (1969–1972) képes volt nyerni mind pozicionális, mind pedig éles taktikai stílusban.
A második világháború után az első nemszovjet kihívó, az amerikai Bobby Fischer hallatlan magabiztossággal és egyértelműen megnyerte a Szpasszkij elleni világbajnoki mérkőzést. 1975-ben azonban Fischer visszautasította, hogy megvédje címét a szovjet Anatolij Karpov ellen, mert a FIDE nem teljesítette a követeléseit. Karpov így küzdelem nélkül kapta meg a világbajnoki címet. Fischer modernizálta a sakk számos aspektusát, különösen alaposan felkészült a megnyitásokra.
Karpov, hogy bizonyítsa rátermettségét a címre, versenyről versenyre járt, ahol szinte mindig első lett. Kétszer védte meg világbajnoki címét Viktor Korcsnoj ellen, és uralta a tabellákat az 1970-es és a korai 1980-as években. Karpov uralkodása 1985-ben fejeződött be, amikor egy másik szovjet játékos, Garri Kaszparov nyerte el a címet. Kaszparov és Karpov öt világbajnoki mérkőzést vívott egymással 1984 és 1990 között; Karpovnak egyszer sem sikerült visszahódítania a címet. 1993-ban Garri Kaszparov és Nigel Short szakított a FIDE-vel, hogy megszervezzék a saját nemzetközi sportszervezetüket, és létrehoztak egy konkurenst, a Professional Chess Association-t (PCA, Professzionális Sakkszövetség). Innentől kezdve egészen 2006-ig egyszerre két sakkvilágbajnok volt: a PCA „klasszikus” világbajnoki címének viselője és a FIDE világbajnoka. Kaszparov 2000-ben elvesztette a klasszikus világbajnoki címet az orosz Vlagyimir Kramnyik ellenében. 2004-ben a magyar Lékó Péter ellen Kramnyik azzal tudta megvédeni világbajnoki címét, hogy a mérkőzés döntetlen eredménye a regnáló világbajnok számára a cím megvédését jelentette.
2006-ban egyesítették a két címet. Ekkor Kramnyik legyőzte a FIDE-világbajnok Veszelin Topalovot és vált vitathatatlan, egyedüli sakkvilágbajnokká. 2007. szeptemberben azonban az indiai Visuvanádan Ánand lett a világbajnok, aki Mexikóvárosban megnyerte a világbajnoki tornát. A visszavágó mérkőzésen 2008-ban Kramnyikkal szemben Ánand megvédte címét. Címvédését 2010-ben és 2012-ben is meg tudta ismételni. 2013-ban azonban már új világbajnokot avattak a fiatal norvég Magnus Carlsen személyében, aki a címét 2014-ben is megvédte Ánanddal szemben.

## Kronológia
- 500 körül Északnyugat-Indiában megjelent az első sakkra emlékeztető játék, a csaturanga.
- 550 körül – egy feljegyzésben a csaturanga satranzsa néven fordul elő.
- 600: egy perzsa szépirodalmi műben (Karnamuk) olvashatni a satranzsa játékról.
- 820 körül a sakk megjelenik Ó-Oroszországban is.
- 847: egy bizonyos Al Alli megírja az első sakk-könyvet.
- 1066: a normannok elfoglalják Britanniát, és velük megjelenik ott a sakk is.
- 1161: Domiani kardinális betiltja a sakkjátékot az egyházban.
- 1173: egy francia kézirat először alkalmazza a sakkparti algebrai lejegyzését.
- 1283: az első európai sakk-könyv: Bölcs Alfonz traktátusai.
- 1471: A Gettingeni kézirat, az első, kizárólag a sakkról szóló könyv.
- 1490: először alkalmazzák a menet közbeni ütés (en passant) szabályát.
- 1497: Az első nyomtatott sakk-könyv a megnyitásokról szól, a spanyol Lucena műve.
- 1512: Rómában megjelenik a portugál Damiano könyve, amely megnyitásokat és végjátékokat tartalmaz.
- 1550: Olaszországban megalakul a világ első sakk-klubja.
- 1561: Ruy Lopez kiadja az első teljes sakk-tankönyvet; ebben felsorolja a megnyitásokat, a középjátékot, és a végjátékot. Elsőként használja a gambit (=csel) kifejezést a (gyalog)áldozatos megnyitásokra.
- 1575: Madrid –  az első sakk-verseny (a királyi udvarban).
- 1744: az első vakparti két ellenféllel szemben (Párizs, Philidor játszmája).
- 1748: André Danican Philidor, a 18. század leghíresebb sakkozója könyvet ad ki Londonban A sakkjáték elemzése címmel.
- 1763: William Jones poémájában felbukkan a sakk istennője: Kaissa.
- 1769: az első "sakk-automata" (Kempelen Farkas törökje).
- 1779: az első sakk-tárgyú cikk Amerikában – Benjamin Franklin: "A sakk morális értéke".
- 1791: Oroszországban is megjelenik az első szakkönyv.
- 1795: az első szisztematikus német könyv.
- 1836: La Palamede, az első sakk-folyóirat. Párizs.
- 1840:  az első angol sakk-folyóirat – Chess Player’s Chronicle.
- 1846: az első német sakk-folyóirat Deutsche Schachzeitung.
- 1851: Az első nemzetközi sakkversenyt Londonban a német Adolf Anderssen nyerte. Ekkor játszották az úgynevezett halhatatlan sakkjátszmát
- 1857: az első nemzeti sakkverseny az Egyesült Államokban; New York. Győztes: Paul Morphy.
- 1866: az első hivatalos brit bajnokság.
- 1867-ben először használtak sakk-órát (Párizs).
- 1873: az első tie break.
- 1876: az első orosz lap (szerk.: Csigorin).
- 1880: az en passant szabályt minden ország elfogadja.
- 1883: megjelenik a két számlapos sakk-óra. London.
- 1886: az első hivatalos parti a világbajnoki címért: Wilhelm Steinitz győzött Zukertorttal szemben.
- 1905: Ostene – először használják a nagymester kifejezést.
- 1924: Megalakul a Nemzetközi Sakkszövetség, a FIDE.
- 1936: az első hivatalos amerikai bajnok: Reshewski.
- 1947-ben a FIDE kialakítja a világbajnoki cím megszerzésének hivatalos rendjét.
- 1947-ben elkészül a világ első sakk-computer programja (Türing).
- 1970: FIDE bevezeti az Élő-pontrendszert; az első összecsapás sakk-computerek között.
- 1974: az első sakk-program világbajnokság. A győztes: Kaissa (orosz).
- 1996: a Deep Blue program (IBM) partit nyer a világbajnokkal (Garri Kaszparov) szemben időellenőrzéses partiban.
- 1997: a Deep Blue (több partiból álló) mérkőzést nyer a világbajnokkal szemben.

## Híres sakkozók
Lásd a Híres sakkozók listája című, önálló szócikket. A szócikk tartalma:
- A férfi és női világbajnokok
- A FIDE 100 legjobb játékosa
- A jelenlegi magyar nemzetközi nagymesterek
- Más híres magyar sakkozók